# 68 Pułk Piechoty (austro-węgierski)
Węgierski Pułk Piechoty Nr 68 (niem. Ungarisches Infanterieregiment Nr. 68) – pułk piechoty cesarskiej i królewskiej Armii.

## Historia pułku
Pułk został utworzony 1 lutego 1860 roku z batalionów, następujących pułków: 33, 37 i 46 pułku piechoty.
Okręg uzupełnień - Szolnok (niem. Sollnock).
W swojej historii nosił między innymi następujące imię:
- 1860–1867 – Carl von Steininger,
- 1867–1890 – Gabriel von Rodich,
- 1890–1918 – Joseph von Reicher.

Kolory pułkowe: ciemnoczerwony (rotbraun), guziki złote.
Skład narodowościowy w 1914 roku 98% - Węgrzy.
W 1867 roku pułk stacjonował w Wiedniu i wchodził w skład 2 Brygady należącej do 1 Dywizji. Główna stacja okręgu uzupełnień i kancelaria rachunkowa (niem. Haupt-Ergänzungs-Bezirks- und Rechnungskanzlei-Station) pozostawała w Szolnoku.

### Dyslokacja w roku 1873
Dowództwo w Petrovaradin w Serbii, wszystkie bataliony w Szolnoku.

### Dyslokacje w roku 1903
Dowództwo i wszystkie bataliony oprócz IV w Budapeszcie, IV batalion w Szolnoku.

### Dyslokacje w latach 1904–1907
Dowództwo i wszystkie bataliony oprócz I i IV w Sarajewie, I i IV batalion w Szolnoku.

### Dyslokacje w latach 1908–1909
Dowództwo i wszystkie bataliony oprócz I w Budapeszcie, I batalion w Szolnoku.

### Dyslokacje w latach 1910–1914
Dowództwo i wszystkie bataliony oprócz I w Zimonyu, I batalion w Szolnoku.

## Przydział w roku 1914
XIII Korpus Austro-Węgier, 4 dywizji piechoty.

## I wojna światowa
Żołnierze pułku brali udział w walkach z Rosjanami w 1916 roku. Żołnierze 6. kompanii pułku są pochowani m.in. na cmentarzu w Chełmie.

## Komendanci pułku
- płk Otto Welsersheimb (1867)
- płk Joseph von Appel (1873)
- płk Theodor Hanke (1903–1904)
- płk Karl Kiszling (1905–1909)
- płk Wenzel Bauriedl (1910–1913)
- płk Viktor Bakalarz (1914)